# Однос обима и пречника круга
Однос обима и пречника круга је константа π = 3,14... (грчко слово: пи). То значи да постоји размера (обим):(пречник) = пи која не зависи од величине круга, а која је примећена још у древна времена. У Вавилону је за ову размеру употребљавана приближна вредност 25/8 = 3,125 а у Старом Египту 256/81 ≈ 3,16..., али без намере да се схвати законитост таквог односа. 
Архимед је први описао поступак како се ова величина израчунава и сместио је у опсег између 22/7 и 223/71, али га није никако обележио нити дао другачију симболику. Овом односу је име дао Вилијам Џоунс 1706. године - грчко слово пи. Данас се више не користе геометријске већ аналитичке методе за израчунавање овог броја.
Открићем нееуклидских геометрија се као последица доказало да у таквим просторима важи следеће: обим круга није сразмеран пречнику.

## Елементарна геометрија
Теорема 1Однос обима и пречника круга је π (пи приближно 3.14159).
Став 1{\displaystyle {\frac {x}{\sin x}}\to 1}, када {\displaystyle x\to 0} у радијанима.
Доказ става 1
На првој слици десно, нека угао φ буде n-ти део испруженог угла. Тада је {\displaystyle n\phi =\pi }. 
Са друге стране {\displaystyle {\overline {DC}}<x<{\overline {AB}}}, где је х дужина лука {\displaystyle {\widehat {AC}},}
па је {\displaystyle r\sin \phi <x<r\tan \phi }, tj. {\displaystyle r<{\frac {x}{\sin \phi }}<{\frac {r}{\cos \phi }}}.
Kada {\displaystyle n\to \infty }, тада {\displaystyle \phi \to 0}, па {\displaystyle \cos \phi \to 1}, односно {\displaystyle {\frac {x}{\sin x}}\to r}.
У радијанима је {\displaystyle r=1}.
Важна последица овог става је да је инфинитезимални лук АС, дужине х, јединичне кружнице (r=1) истог реда величине са обема катетама DC, односно AB, правоуглих троуглова са трећим теменом у центру дате кружнице О, на слици десно.
1. Доказ Теореме
Троугао ABC, на слици десно, је део правилног n-то угла уписаног у круг полупречника r. Тачка D је подножје висине троугла повучене из темена C и она дели страницу AB на два једнака дела. Угао (радијанима) {\displaystyle \phi =\angle ACD} износи n-ти део испруженог угла, тј. {\displaystyle n\phi =\pi }. Kako је ОБИМ круга {\displaystyle n\cdot {\overline {AB}}=2n\cdot r\cdot \sin \phi }, када пређемо на лимес, због {\displaystyle \lim _{\phi \to 0}{\frac {\sin \phi }{\phi }}=1}, имаћемо ОБИМ круга {\displaystyle =2r\pi }, тј. π је количник ОБИМА и пречника.
Крај доказа 1.
2. Доказ Теореме
Дата је кружница у Декартовом правоуглом систему координата, са средиштем у исходишту О и полупречником r. У првом квадранту се налази четвртина те кружнице. Дужину лука кружнице рачунамо помоћу интеграла, {\displaystyle {\frac {1}{4}}\cdot }(Обим кружнице) = {\displaystyle \int _{0}^{r}{\sqrt {1+(y')^{2}}}\,dx={\frac {r\pi }{2}}}. 
Отуда је однос Обима и пречника пи.
Крај доказа 2.
Како се израчунава овај одређени интеграл?
Прво, једначина кружнице полупречника r са центром у исходишту О правоуглог Декартовог система координата (сл. десно) је {\displaystyle x^{2}+y^{2}=r^{2}}. Затим налазимо {\displaystyle y=\pm {\sqrt {r^{2}-x^{2}}}}, и наравно, узимамо предзнак плус јер нам треба део кружнице из првог квадранта.
Затим, налазимо извод {\displaystyle y'=-{\frac {x}{\sqrt {r^{2}-x^{2}}}}}, квадрирамо и уврштавамо у поменути интеграл. Добијамо {\displaystyle {\frac {1}{4}}\cdot }(Обим кружнице) = 
{\displaystyle r\int _{0}^{r}{\frac {dx}{\sqrt {r^{2}-x^{2}}}}\,=} (смена {\displaystyle r=tx}) 
{\displaystyle =\int _{0}^{1}{\frac {dt}{\sqrt {1-t^{2}}}}\,=\arcsin t|_{0}^{1}={\frac {\pi }{2}}-0={\frac {\pi }{2}}}.
Отуда, (Обим кружнице) = 2rπ.
3. Доказ Теореме
На слици десно видимо правилни n-то угао уписан у круг. Једнакокраки троугао ABC је један део тог многоугла, прецизније n-ти део, где је CD висина на слици означене дужине h. Тако је дефинисан правоугли троугао BCD, са правим углом у темену D. Хипотенуза r је полупречник круга, а краћа катета је 2n-део обима многоугла, насупрот које је оштар угао π/n. Обим n-то угла је s па је краћа катета дужине s/2n. Обим n-то угла s означавамо и са {\displaystyle s_{n}}.
У елементарној геометрији (Еуклидска геометрија), обим круга је
Став 2{\displaystyle S_{kruga}=\lim _{n\to \infty }s_{n}}, где је {\displaystyle s_{n}} обим уписаног n-то угла.
Доказ става 2
Са слике видимо да је {\displaystyle s_{n}=2\pi r\sin {\frac {\pi }{n}}}, а затим израчунавамо наведени лимес, рецимо развојем синусне функције у ред.
Прво, синус
{\displaystyle s_{n}=2nr\left[{\frac {\pi }{n}}-{\frac {1}{3!}}\left({\frac {\pi }{n}}\right)^{3}+{\frac {1}{5!}}\left({\frac {\pi }{n}}\right)^{5}-...\right]},
затим, сабирци
{\displaystyle s_{n}=2\pi r-2\pi r\left[{\frac {1}{3!}}\left({\frac {\pi }{n}}\right)^{2}-{\frac {1}{5!}}\left({\frac {\pi }{n}}\right)^{4}+...\right]},
дакле {\displaystyle S_{kruga}=\lim _{n\to \infty }s_{n}}.
Збир у угластој загради брзо тежи нули, када {\displaystyle n\to \infty }, па остаје само сабирак испред заграде, тј. {\displaystyle S_{kruga}=2r\pi }.
Крај доказа 3.

## Хиперболична геометрија
У геометрији Бољаји-Лобачевског, површи константне кривине називају се псеудосфере. Псеудосфера је површ константне негативне кривине. Шта је то кривина површи? 
Знамо да важи Гаусова формула за површину сферног троугла: {\displaystyle P_{\Delta }=R^{2}(\angle A+\angle B+\angle C-\pi ),} где странице сферног троугла ABC иду геодезијским линијама, тј. великим кружницама сфере, на сфери полупречника R и где су углови дати у радијанима. У геометрији Лобачевског је збир углова у троуглу мањи од испруженог угла (π радијана), па би наведена Гаусова површина била имагинаран број. Међутим, као што је математичар Ламберт први приметио, хиперболичну раван константне кривине ипак можемо описати као сферу, али са имагинарним полупречником {\displaystyle R=ik,\;i^{2}=-1.\,} Све формуле хиперболне тригонометрије се на тај начин, заменом R са ik, могу добити из формула сферне тригонометрије. Ми то у даљем тексту следимо и стављамо да је константа k = 1, као што је у хиперболној геометрији уобичајено.
Теорема 2У хиперболној геометрији однос обима и пречника круга  полупречника r је {\displaystyle \pi \cdot {\frac {\sinh r}{r}},} где је у бројнику разломка синус хиперболни.
ДоказПолазимо од става 2, тачније од доказа тог става. У хиперболној геометрији на исти начин израчунавамо лимес и добијамо обим (Сл.4.). Ради краћег писања овде ставимо s, уместо {\displaystyle s_{n}}, што значи обим n-то угаоника, полигона са претходне слике, у доказу става 2. Главни део доказа је заправо следећи низ еквивалентних једнакости:
{\displaystyle \sin {\frac {\pi }{2n}}={\frac {\sinh {\frac {s}{2n}}}{\sin r}}}
{\displaystyle \sinh {\frac {s}{2n}}=\sin r\sin {\frac {\pi }{n}}}
{\displaystyle \sum _{j=0}^{\infty }{\frac {\left({\frac {s}{2n}}\right)^{2j+1}}{(2j+1)!}}=\sinh r\left(\sum _{j=0}^{\infty }(-1)^{j}{\frac {\left({\frac {\pi }{n}}\right)^{2j+1}}{(2j+1)!}}\right)}
{\displaystyle {\frac {s}{2n}}\sum _{j=0}^{\infty }{\frac {\left({\frac {s}{2n}}\right)^{2j}}{(2j+1)!}}={\frac {\pi }{n}}\sinh r\left(\sum _{j=0}^{\infty }(-1)^{j}{\frac {\left({\frac {\pi }{n}}\right)^{2j}}{(2j+1)!}}\right)}
{\displaystyle s\left(1+{\frac {1}{3!}}\left({\frac {s}{2n}}\right)^{2}+...\right)=2\pi \sinh r\left(1-{\frac {1}{3!}}\left({\frac {\pi }{n}}\right)^{2}+...\right)}
и коначно, обим круга хиперболне геометрије {\displaystyle O_{h}=\lim _{n\to \infty }s=2\pi \sinh r.} Када поделимо последњу једнакост са пречником круга (2r) добијамо тврђење теореме. Крај доказа.
Оно што је у претходним трансформацијама ређе познато то је сама прва једнакост. У питању је формула о којој говори следећи став хиперболичне геометрије.
Став 3Дат је произвољан правоугли троугао {\displaystyle \Delta ABC} у хиперболичној равни, са правим углом у темену C (у радијанима {\displaystyle \angle C={\frac {\pi }{4}}}). Тада је {\displaystyle \sin A={\frac {\sinh a}{\sinh c}},} где је А угао у истоименом темену, док су {\displaystyle a,c} редом наспрамна катета темену А и хипотенуза.